# Bauchpilz
Die Einteilung der Lebewesen in Systematiken ist kontinuierlicher Gegenstand der Forschung. So existieren neben- und nacheinander verschiedene systematische Klassifikationen. 
Das hier behandelte Taxon ist durch neue Forschungen obsolet geworden oder ist aus anderen Gründen nicht Teil der in der deutschsprachigen Wikipedia dargestellten Systematik.
Die Bauchpilze (Gastromycetes oder Gasteromycetes) stellen ein obsoletes Formtaxon im Reich der Pilze dar, da der polyphyletische Ursprung der zugeordneten Gruppen inzwischen erwiesen ist. Die zugehörigen Taxa werden systematisch den Ständerpilzen (Basidiomycota) zugeordnet. Die Bauchpilze zeichnen sich dadurch aus, dass die Basidiosporen im Inneren des Fruchtkörpers gebildet werden. Der sporentragende Teil, eigentlich ein gasteroides Basidiokarp, wird bei den Bauchpilzen Gasterothecium genannt.
Zu den Bauchpilzen zählt man traditionell die in den folgenden Gattungen vorkommenden Arten:
- Ordnung: Blätterpilze (Agaricales)
  - Familie: Erdsternverwandte (Geastraceae)
    - Gattung: Erdsterne (Geastrum)

  - Familie: Champignonverwandte (Agaricaceae) – früher Nestlingsverwandte (Nidulariaceae)
    - Gattung: Nestlinge (Nidularia)
    - Gattung: Teuerlinge (Cyathus)
    - Gattung: Tiegelteuerlinge (Crucibulum)
    - Gattung: Kugelschneller (Sphaerobolus)
    - Gattung: Zwergnestpilze (Mycocalia)

  - Familie: Stäublingsverwandte (Lycoperdaceae)
    - Gattung: Boviste (Bovista)
    - Gattung: Großstäublinge (Calvatia)
    - Gattung: Spaltporenstäublinge (Handkea)
    - Gattung: Stäublinge (Lycoperdon)
    - Gattung: Wiesenstäublinge (Vascellum)
- Ordnung: Stinkmorchelartige (Phallales)
  - Familie: Rutenpilzverwandte (Phallaceae)
    - Gattung: Stinkmorcheln (Phallus)
    - Gattung: Gitterlinge, Tintenfischpilze (Clathrus) früher in einer eigenen Familie Gitterlingsverwandte (Clathraceae) geführt.
- Ordnung Dickröhrlingsartige (Boletales)
  - Familie: Hartbovistverwandte (Sclerodermataceae)
    - Gattung: Hartboviste, Kartoffelboviste (Scleroderma)

Eine sehr ähnliche Lebensweise zu den basidiokarpen Bauchpilzen haben auch die Trüffel (Tuber), die jedoch zu den Schlauchpilzen (Ascomycota) gehören. Ihre Sporenträger werden dementsprechend Tuberothecien genannt.